# Manio Laberio Massimo
Manio Laberio Massimo (latino: Manius Laberius Maximus; Lanuvio, 56 circa – post 117) fu un politico e un comandante militare dell'Impero romano durante i regni degli imperatori romani Domiziano e Traiano.

## Biografia

### Origini familiari
Era membro di una famiglia originaria di Lanuvium, dove colui che si pensa essere suo nonno, Lucio Laberio Massimo, ricopriva la carica di magistrato. Suo padre, anch'egli chiamato Lucio Laberio Massimo, era un ufficiale di rango equestre che divenne successivamente praefectus annonae, prefetto di Egitto e prefetto del Pretorio tra l'83 e l'84. La madre è, invece, sconosciuta. Le importanti cariche ricoperte dal padre permisero al figlio di poter essere eletto in senato.

### Carriera politica e militare
Massimo fu console suffetto nell'89 e probabilmente legatus della Numidia prima di diventare governatore della Mesia Inferiore attorno al 100.
Massimo fu, inoltre, un abile comandante militare durante le guerre daciche di Traiano nel corso della prima campagna del 101 e 102, dove, in accordo con Cassio Dione, si distinse in maniera esemplare. Venne ricompensato per i suoi servizi con un secondo consolato nel 103, che ricoprì insieme all'imperatore Traiano. Si racconta che, mentre si trovava in Mesia, un suo schiavo, un certo Callidromo, venne catturato dai Daci e dato in dono al re dei Parti, Pacoro II, poiché Decebalo sperava di fare di quest'ultimo un suo alleato nella guerra contro l'invasore romano e Traiano
Il favore evidentemente non durò a lungo, poiché quando Adriano salì al trono Massimo era in esilio su un'isola per aver destato il sospetto di ambire al trono. Non sono note altre informazioni su questi sospetti, se non che il prefetto del pretorio Publio Acilio Attiano abbia raccomandato ad Adriano di mandare a morte Massimo. La fine della vicenda non è nota, ma è probabile che l'imperatore, stanco di Attiano, abbia perdonato Massimo.

## La famiglia
La moglie di Massimo è sconosciuta e l'unica figlia conosciuta è Laberia Ostilia Crispina. Dopo la morte del padre, Crispina diventò erede della sua fortuna e sposò il console e senatore romano Gaio Bruttio Presente Fulvio Rustico, diventando la sua seconda moglie. Da Gaio ebbe un figlio, il console Lucio Fulvio Gaio Bruttio Presente Laberio Massimo, padre dell'imperatrice Bruzia Crispina, moglie di Commodo.